# 土井宏二
土井 宏二（どい こうじ、1913年9月19日 - 1993年10月5日）は、日本の実業家、馬主。

## 経歴・人物
1913年、愛知県出身。1939年に慶應義塾大学法学部を卒業後、日本製鋼所を経て1941年に中央製作所庶務課長に就任。1944年に土井航空機工業を設立したのち翌年に土井産業に改称。1954年に土井商事を設立。1993年10月5日、肝不全のため死去。80歳没。
趣味はゴルフ、野球、競馬。

## 馬主活動

土井宏二の勝負服

日本中央競馬会（JRA）に登録した馬主としても知られた。勝負服の柄は水色、袖赤三本輪、冠名には「ヤマニン」を用いた。没後は長男の肇がヤマニンゼファーなどの所有馬と服色を引き継いだ。
後述する土井家の馬主のほか、土井商事としても競走馬を所有し、所有馬には1994年の阪神3歳牝馬ステークスなどを制したヤマニンパラダイスや、種牡馬として活躍したヤマニンスキーがいた。さらに、土井の経営する会社の株主や取締役などに名を連ねていた杉浦宗一郎、川田武、小林信夫、橋本長政らも馬主であった。特に川田は1964年の京阪杯を制したヤマニンルビーに1986年の中京記念を制したシャイニングルビー、中央競馬で99戦したヤマニンバリメラなどを、小林は1967年の優駿牝馬などを制したヤマピット、1978年のセントウルステークスを制したヤマニンミノルなどを所有していた。

## 主な所有馬

### 八大競走・GI級競走優勝馬
- ヤマニンモアー（1960年京都特別、阪神大賞典、1961年天皇賞・春、金杯）
- ヤマニンウエーブ（1972年天皇賞・秋、京都記念・秋）
- ヤマニンゼファー（1992年安田記念、1993年京王杯スプリングカップ、安田記念）

### 重賞競走優勝馬
- ヤマニン（1958年宝塚杯）
- ヤマサカエ（1961年毎日杯）
- ヤマジョシイ（1962年愛知杯、京都大障害・秋）
- ヤマヒロ（1965年京阪杯）
- ヤマニンダイヤ（1967年中山大障害・秋）
- ヤマニンファバー（1976年阪急杯）
- ヤマニンゴロー（1978年高松宮杯）
- ヤマニンダンディー（1979年CBC賞）
- ヤマニンファルコン（1985年デイリー杯3歳ステークス）
- ヤマニンアーデン（1987年シンザン記念）
- ヤマニンアピール（1988年京都大障害・春、京都大障害・秋、中山大障害・秋、阪神障害ステークス・春）
- ヤマニングローバル（1989年デイリー杯3歳ステークス、1991年アルゼンチン共和国杯、1992年目黒記念）
- ヤマニンマリーン（1991年サンスポ賞4歳牝馬特別）